# Чини і люди
«Чини і люди» — радянський німий кіноальманах режисерів Якова Протазанова і Михайла Доллера. Фільм знятий в 1929 році за мотивами трьох оповідань Антона Чехова — «Анна на шиї», «Смерть чиновника», «Хамелеон» — і приурочений до 25-річчя від дня смерті письменника.

## Сюжет
Перша новела альманаху — «Анна на шиї» — це історія Анни Петрівни (Стрєлкова Марія Павлівна|Марія Стрєлкова), що стала в юному віці дружиною немолодого поважного чиновника Модеста Олексійовича (Михайло Тарханов). Виходячи заміж, героїня сподівається, що зможе фінансово підтримувати батька і братів, проте скоро дізнається, що її доброчесний чоловік не бажає допомагати родичу, що пиячить, і його синам. Життя в будинку чоловіка здається Анні сумним і одноманітним. Ситуація змінюється після благодійного балу, на якому дружина Модеста Олексійовича викликає фурор. Анна охоче приймає залицяння і губернатора, і багатого поміщика Артинова. У фіналі новели молода жінка проїжджає з шанувальником в екіпажі повз батьківського дому, не помічаючи, що звідти вивозять меблі.
Друга частина альманаху — «Смерть чиновника» — являє собою епізод з життя екзекутора Червякова (Іван Москвін), який чхнув під час театральної вистави й оббризкав генерала Бризгалова (Володимир Єршов), що сидів попереду. Вибачившись перед «постраждалим» спочатку під час вистави, а потім і в антракті, Червяков цілу ніч переживає через конфуз, що стався. Зранку він вирушає до Бризгалова в приймальню, щоб знову попросити вибачення. Слова генерала «Які дурниці… Я вже забув» (окремі репліки персонажів відтворені в титрах) не зменшують страждань чиновника. Після чергової спроби пояснити ненавмисність свого вчинку Червяков чує: «Йди геть!» Повернувшись додому, він лягає на диван і вмирає.
Дія третьої новели («Хамелеон») відбувається влітку на базарній площі. Випивши горілки, майстровий Хрюкін (Володимир Попов) намагається пограти з маленьким собачкою. Гра завершується укусом. Шум, піднятий потерпілим, змушує поліцейського наглядача Очумєлова і городового Єлдиріна, що прогулювалися площею, розпочати пошуки господаря собачки. Ставлення до песика — від гніву до розчулення — змінюється в залежності від припущень про можливого власника, що лунають у натовпі. Після повідомлення про те, що собачка належить братові генерала Жигалова, Очумєлов призначає винним майстра.

## У ролях
| Актор              | Роль                       |
| ------------------ | -------------------------- |
| Марія Стрєлкова    | Анна Петрівна              |
| Віктор Станицин    | Артинов                    |
| Михайло Тарханов   | Модест Олексійович         |
| Микола Щербаков    | Петро Леонтійович          |
| Андрій Петровський | губернатор                 |
| Олена Максимова    | покоївка                   |
| Данило Введенський | провідник (немає в титрах) |

| Актор           | Роль      |
| --------------- | --------- |
| Іван Москвін    | Червяков  |
| Володимир Єршов | Бризгалов |

| Актор              | Роль                  |
| ------------------ | --------------------- |
| Іван Москвін       | Очумєлов              |
| Володимир Попов    | Хрюкін                |
| Данило Введенський | городовий             |
| Олена Ануфрієва    | баба (немає в титрах) |

## Знімальна група
- Режисери — Михайло Доллер, Яків Протазанов
- Сценаристи — Олег Леонідов, Яків Протазанов
- Оператор — Костянтин Кузнецов
- Художник — Володимир Єгоров